# Vittorio Veneto (1940)
«Вітторіо Венето» (італ. Vittorio Veneto) — військовий корабель, лінійний корабель у серії лінкорів типу «Літторіо» Королівських ВМС Італії за часів Другої світової війни.
«Вітторіо Венето» був закладений 28 жовтня 1934 року на верфі компанії Cantieri Riuniti dell'Adriatico (C.R.D.A.) у Трієсті з порушенням домовленості по максимальному тоннажу у 35 000 т корабель був названий на честь переможної для італійців битви жовтня 1918 1-ї світової війни під Вітторіо Венето. 28 квітня 1940 увійшов до складу Королівських ВМС Італії.

## Історія
1 вересня 1940 року здійснив першу бойову операцію разом з лінкором «Littorio». 27 листопада 1940 року взяв участь у битві з англійцями біля мису Спартівенто. Його сім залпів з гармат головного калібру змусили ворога відступити. Але лінкор був пошкоджений торпедою, скинутою літаком з авіаносця «Фомідебл». Під час ремонту у корабельні Генуї був пошкоджений в час бомбардування 8 лютого 1941 р.
27 березня 1941 року в битві біля мису Матапан був пошкоджений торпедами, скинутими літаками авіаносця «Formidable». Лінкор дійшов до бази, набравши 4 000 т. забортної води. 27 вересня 1941 року атакував британський конвой «Halbert» з Мальти. При охороні італійського конвою до Лівії 14 грудня 1941 року був торпедований англійським підводним човном «Ардж». При ремонті на корабельні порту Ла-Спеція був пошкоджений під час бомбардування.
9 вересня 1943 року згідно домовленості уряду Італії з союзниками вийшов з порту з декількома італійськими кораблями, які 10 вересня увійшли до порту Ла Валетта і здались силам союзників. Через побоювання атаки німецької авіації інтернований лінкор перевели до Порт-Саїду у Єгипті, де 1947 року він був переданий англійцям у рамках репарацій.
1 лютого 1948 року був виведений зі складу флоту й у червні 1948 порізаний на брухт у порті Ла-Спеція.